# Carro de guerra
El carro de guerra és una mena de carro que es fa servir en batalles. Els carros de guerra es van utilitzar a Mesopotàmia al voltant del 3000 aC i a la Xina el segon mil·lenni abans de Crist. Servien com arma principal de combat per molts pobles de l'antiguitat, com els assiris, babilonis, egipcis, indis, grecs, romans.
Les curses de carros van ser populars a Constantinoble fins al segle vi.
Durant la Primera Guerra Mundial, just abans de la introducció dels carros blindats, les motos amb sidecars equipats amb metralladores tenien el mateix paper que el carro antic de guerra. Es pot assenyalar també la tatxanka russa, bàsicament un carro de cavalls armat amb metralladores, que de fet era una versió lleugera de l'artilleria a cavall, utilitzada durant més d'un segle en els camps de batalla europeus. En la guerra moderna, el paper tàctic dels carros antics s'ha reprès, salvant les distàncies i en certa manera, pel carro de combat i els tancs.

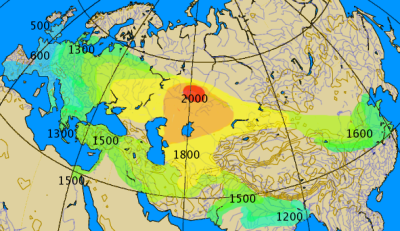
Mapa històric aproximat de l'expansió de l'ús del carro de guerra, (2000-500 aC). Manca indicar la presència de carros a la regió libio-cirenaica contemporània amb Egipte.

## Primers carros
Els primers carros de guerra, de l'edat de bronze i l'edat de ferro, eren ràpids, lleugers, oberts, habitualment amb dues rodes i a vegades quatre, tirats per dos o més parelles de cavalls, mentre els ocupants es protegien amb escuts.L'invent crucial que va permetre la construcció de carros lleugers tirats per cavalls per al seu ús en combat va ser la roda amb radis i llanda prop de l'any 2000 aC. Els carros de guerra més antics provenen de la cultura d'Andrónovo i estan datats en el 2020 aC.
La primera referència gràfica directa al carro de guerra és al regnat d'Amosis el tercer quart del segle XVI aC, el seu ús va arribar al zenit cap a batalla de Cadeix, datada el 1274 aC.
Els cavalls de les primeres èpoques no podien suportar el pes d'un home durant el combat; els primers cavalls, descendents d'animals salvatges capturats, eren escanyolits, lleugers i estrets. Però en un carro, el cavall, a més de poder combinar la seva força amb la d'altres, no havia de suportar cap pes a la gropa. (Cal considerar que en la majoria dels carros de guerra documentats, al costat dels carros hi ha guerrers a cavall. El filòsof Aristòtil esmenta que els genets foren primers que els carros).
Els carros de guerra eren en aquella època molt eficaços sobre un camp de batalla pla i espaiós, i van decidir el resultat de les guerres durant gairebé set segles.
A mesura que es van millorar les races de cavalls en captivitat, fent-los més grans i forts, els carros de guerra van deixar pas a la cavalleria. Les raons no eren només pràctiques, sinó també econòmiques: la cavalleria podia emprar-se de forma efectiva en terrenys més accidentats i, a més, era més barata en estalviar-se el cost del carro. Els carros de guerra tenien dos usos tàctics bàsics: com a plataformes d'armes mòbils, transportant un arquer o un llançador de javelines; i per a desbandar unitats d'infanteria mitjançant càrregues.

## Primers vehicles de rodes a Sumèria

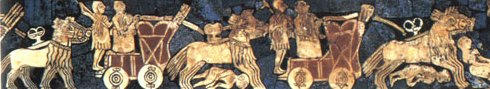
Relleu dels primers carros en el Estendard d'Ur, cap al 2500 aC

La primera representació de vehicles emprats per a la guerra es troba en l'Estendard d'Ur, a la Mesopotàmia meridional, cap al 2500 aC. Els vehicles representats corresponen, més aviat, a carros de transport o carretes, encara de doble eix i arrossegats per bous, ases domesticats o per onagres. Encara que de vegades portaven llancers a més de l'auriga, aquests pesants carros primitius coberts amb pells caldria considerar-los vehicles de transport o de parada (per exemple, durant les processons fúnebres dels reis) més que vehicles de batalla.
Els sumeris usaven també un carro més lleuger, de dues rodes i estirat per quatre ases, si bé encara amb rodes massisses de fusta. La roda de radis no va aparèixer a Mesopotàmia fins a la meitat del II mil·lenni aC.

## Indoiranians

### Proto-indoiranians

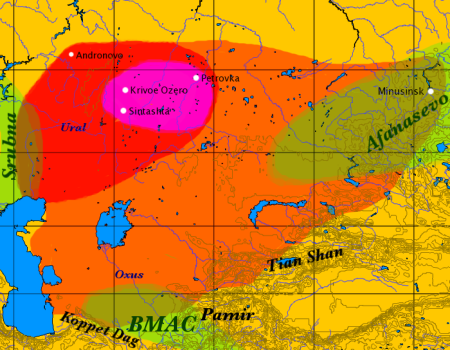
L'àrea en el qual es van trobar carros amb radis dins de la cultura Sintashta-Petrovka està indicada en porpra.

Els primers carros completament desenvolupats dels que es tingui coneixement procedeixen dels enterraments de carros dels jaciments de la Cultura Sintashta, corresponents a la Cultura d'Andrónovo, en les actuals Rússia i Kazakhstan, durant el primer quart del II mil·lenni aC. Aquesta cultura va derivar, almenys parcialment, de la més primerenca cultura Yamna, i construïa assentaments fortament fortificats, es dedicava a la metal·lúrgia del bronze a una escala sense precedents fins al moment i practicava complexos rituals funeraris que recorden als rituals aris coneguts a través del Rigveda. Els carros funeraris de Sintashta-Petrovka tenien rodes radiades.
Durant els segles posteriors, la cultura d'Andrónovo es va estendre per les estepes, des dels Urals fins a la serralada de Tian Shan, corresponent-se probablement amb les primeres cultures Indio-Iranianes, que més tard s'expandirien cap a l'Iran i l'Índia en el transcurs del segon mil·lenni adC.
Els carros apareixen en forma destacada dins de la mitologia Indi-Iraniana. També són importants en les mitologies hindú i persa, on la majoria dels déus pertanyents als seus panteons són representats muntats en un carro. La paraula en sànscrit per a carro és 'ratha', derivada del plural '*ret-h- ' protoindoeuropeu *rot-o- (roda), que va donar origen al terme llatí rota. Els termes equivalents a roda en les llengües germàniques, llengües celtes i llengües bàltiques també provenen del sànscrit.

### Índia
Existeixen algunes representacions de carros entre els petroglifs a la pedra gres de la serralada del Vindhya. Hi ha dues representacions de carros en Morhana Pahar, districte de Mirzapur. Una mostra un tir de dos cavalls, i és visible el cap d'un únic tripulant. L'altre carro és tirat per quatre cavalls, té sis rodes radiades, i mostra a un conductor en un gran carro en forma de caixa. Aquest carro és atacat per una figura amb maça i escut que s'interposa en la seva trajectòria, i una altra figura armada amb un arc que amenaça el seu flanc dret. S'ha suggerit que els dibuixos relaten una història procedent segurament dels primers segles abans de Crist, en algun lloc en l'àrea de la gran plana entre el Ganges i el Yamuna, territori ocupat en aquell període per algunes tribus caçadores del Neolític. Les pintures serien per tant un testimoni de la topada d'aquestes tribus amb la tecnologia estrangera, comparables a les pintures rupestres dels aborígens australians en la Terra d'Arnhem representant occidentals. Els carros gravats amb gran realisme a les estupes de Sanchi daten aproximadament del segle i.
Tradicionalment s'ha atribuït la invenció del carro falçat a Ajatashatru, rei de Magadha, cap al 475 aC. El carro falçat era un carro de guerra equipat amb una o més falçs esmolades a ambdós costats de l'eix o fusell que s'estenien de forma horitzontal fins a gairebé un metre de distància del carro. La funció d'aquests carros era la de carregar contra formacions enemigues, obligant als seus integrants a dispersar-se sota pena de sofrir terribles ferides. Pel que sembla Ajatashatru va usar carros falçats contra els licchavi en aquella època. Tanmateix, estudis posteriors defensen el desenvolupament de carros falçats per part dels perses com a resposta a la necessitat d'enfrontar-se a les formacions fortament cuirassades de la infanteria pesant grega, entre els anys 467 aC i 458 aC

### Edat de Ferro a Mesopotàmia

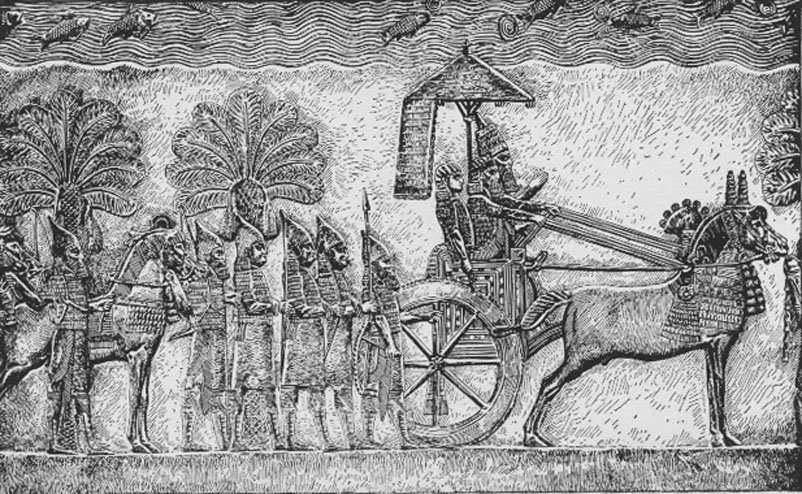
Senaquerib, rei d'Assíria. Relleu del seu palau de Nínive.

Probablement a partir dels hitites i de Mitanni, el carro es difon per tota Mesopotàmia i el Regne d'Elam en el I mil·lenni aC. Els assiris i els babilonis en van fer un gran ús, encara que l'utilitat militar va anar minvant, ja que el seu apogeu l'havia assolit en l'edat del bronze final. El carro era en aquella època un símbol del poder militar i el vehicle dels reis i els caps militars que inspeccionaven el camp de batalla.

### Pèrsia
L'Imperi Persa va conquerir l'Imperi Elamita cap a la meitat del I mil·lenni aC, i pot haver estat els primers a enganxar quatre cavalls als seus carros, en lloc de dos. També van utilitzar carros falçats, un tipus de carro els eixos del qual es prolongaven lateralment en forma de fulles afilades. Cir el Jove va emprar un gran nombre d'aquesta classe de carros.
Heròdot esmenta que els libis i la satrapia del riu Indo van subministrar cavalleria i carros a l'exèrcit de Xerxes I. Tanmateix, la millor mobilitat i eficàcia de la cavalleria comparada amb el carro de guerra i la derrota de Darios III en la batalla de Gaugamela l'any 331 aC, on l'exèrcit d'Alexandre el Gran simplement va obrir la línia de formació per deixar passar els carros perses i atacar-los des del darrere, van marcar el final d'una era per a aquests vehicles.

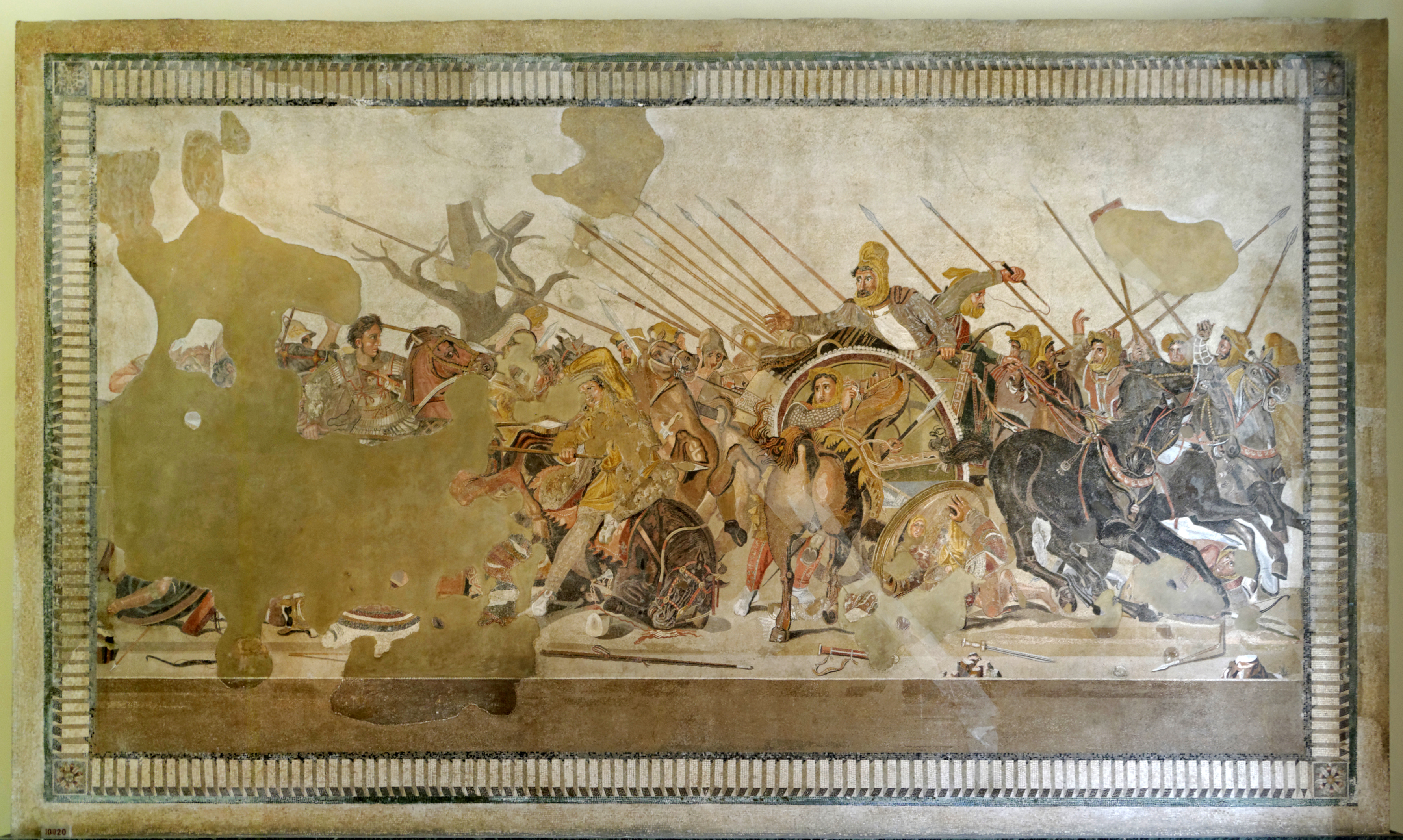
Darios III al seu carro en la Batalla d'Issos. A l'esquerra s'aprecia a Alexandre Magne. Mosaic de la Casa del Faune a Pompeia, exposada en el Museu Arqueològic de Nàpols

## Creixent fèrtil i Anatòlia
Alguns estudiosos mantenen que el carro de guerra va néixer a la zona del creixent fèrtil i Anatòlia als començaments del segon mil·lenni adC.

### Hitites

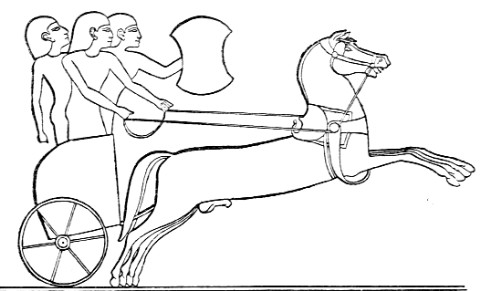
Carro de combat hitita. L'artista egipci va representar l'eix en la posició que ocupava als carros egipcis. En els hitites s'ubicava més endavant.

El regne de Mitanni sembla que va ser el responsable de la introducció del cavall de tir i del carro de guerra en l'edat del bronze a l'Orient Mitjà. El testimoni més antic del carro de guerra és el text d'Anitta, text hitita del segle XVIII aC, que esmenta 40 tirs de cavalls en el setge de Salatiwara (40 Í-IM-DÌ 'ANŠE.KUR.RAI.A). Ja que només s'esmenta als cavalls i no als carros explícitament, la presència d'aquests és considerada qüestionable. La primera notícia certa de carros en l'Imperi Hitita data del segle XVII aC (Hattusil I). Es conserva un text hitita sobre l'entrenament de cavalls, atribuït a Kikkuli de Mitanni en el segle xv aC.
Els hitites van ser hàbils aurigues. Van desenvolupar un nou disseny, amb rodes més lleugeres, amb quatre radis en lloc de vuit, i capaç de transportar tres guerrers en comptes de dos. La prosperitat hitita depenia en gran manera del control de les rutes comercials i dels recursos naturals, especialment els metalls. A mesura que els hitites van estendre el seu domini per Mesopotàmia, van sorgir conflictes amb els seus veïns assiris, hurrites i egipcis. Durant el regnat de Shubiluliuma I, els hitites van conquerir Kadesh i potser tota Assíria. La batalla de Cadeix el 1274 aC sembla haver estat la més gran batalla amb carros mai vista, en la qual van prendre part cinc mil carros de guerra, 3.700 d'ells en l'exèrcit del rei hitita Muwatallis II, dels quals només 500 eren hitites, la resta eren dels contingents dels divuit estats aliats.

### Egipte

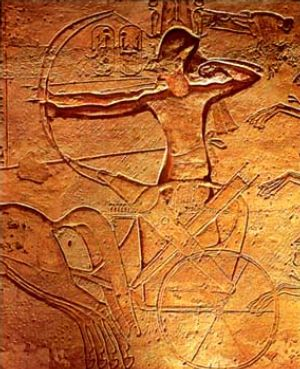
Ramsés II combatent al seu carro durant la batalla de Qadesh.

El carro, junt amb el cavall, va ser introduït en Egipte durant el domini dels hicsos en el segle XVI aC
| « | L'aparició d'un exèrcit professional el Regne Nou d'Egipte (c. 1 1570 adC-1070 adC) està estretament lligada a la major projecció, en especial militar, cap al món palestí-sirià, conseqüència entre altres coses de la derrota dels hicsos i a l'aparició d'un nou tipus d'arma: el carro de guerra. Es tracta de la primera arma col·lectiva, element característic dels exèrcits desenvolupats. Però només pot entendre's en la seva concepció com un trinomi de vehicle, arma ofensiva (l'arc compost) i dotació de cavalls entrenats. | » |

En les restes que han arribat fins a nosaltres de l'art de l'antic Egipte i Assíria hi ha nombroses representacions de carros en les quals s'aprecia la riquesa dels seus ornaments. Els carros egipcis i assiris, en els quals la principal arma era l'arc, solien anar equipats amb aljaves plenes de sagetes. Els egipcis van afegir el jou als seus carros cap al 1500 aC. Els exemplars més ben conservats de carros egipcis són els sis que es van trobar a la tomba de Tutankamon.

### A l'Antic Testament
Els carros de guerra són evocats amb freqüència en l'Antic Testament, particularment pels profetes, com a símbols de poder o de glòria. La primera menció es troba en la història de Josep, en el Gènesi.
Els carros de ferro són també evocats en el Llibre de Josuè i en el Llibre dels Jutges com a armes dels cananeus. En aquest últim s'esmenta que Jabin, rei d'Hassor, tenia un exèrcit amb 900 carros de guerra. El Primer Llibre de Samuel cita, exagerant la quantitat, els carros dels filisteus, de vegades identificats amb els Pobles del Mar o els micènics primitius. Un altre passatge del profeta Samuel esmenta que el rei David va desbraonar als cavalls dels carros dels filisteus. Hi ha més passatges en els quals els carros són citats.
A l'Antic Testament s'aprecia que els carros eren una part integral dels exèrcits cananeus i posteriorment, durant el regnat de Salomó. Aquest rei disposava de 1.400 carros. Quan el Regne d'Israel va arribar al seu final, durant el regnat de Roboam, la majoria de la força de carros hebreus va ser cedida al Regne d'Israel, i el Regne de Judà es va quedar amb la infanteria. El Regne d'Israel és esmentat en els texts assiris, com a posseïdor de la força de carros més poderosa de la Mediterrània Oriental. El rei Ahab va enviar 2.000 carros a la batalla de Qarqar el 853 aC. Els carros posteriors de Judà eren vehicles pesants tirats per quatre cavalls i amb una dotació de quatre homes -auriga, escuder i dos combatents-, similars als d'Assíria.

### Urartu
Els urartians van emprar carros per a diferents propòsits que van des de la guerra fins al transport. Els carros urartians eren tirats per un o dos cavalls i portaven la mateixa quantitat de persones. Al monument al sisè rei d'Urartu Argishti I (785-763 aC), a Erevan (Armènia), el rei apareix muntant el seu carro. El carro d'Argishti I és tirat per dos cavalls i té espai per a una sola persona.

## Europa

### Europa del Nord
L'anomenat «Carro Solar de Trundholm», trobat a Trundholm, està datat al voltant de l'any 1400 aC. El carro té rodes de quatre radis i consta del mateix disc solar, col·locat sobre l'eix o fusell, un cavall sobre les rodes de davant i sis rodes en total. Hi ha la possibilitat que sigui el Sol el que condueixi al carro o que sigui de fet el carro. En tot cas, la presència d'un carro en un context nòrdic en l'antiguitat és desconcertant.
Han sobreviscut alguns petròglifs, que daten de l'Edat del Bronze, que representen carros, com el de la figura esculpida en una llosa d'una tomba real del segon mil·lenni adC, trobada a prop de la ciutat de Kivik, a la regió d'Escània, a Suècia.

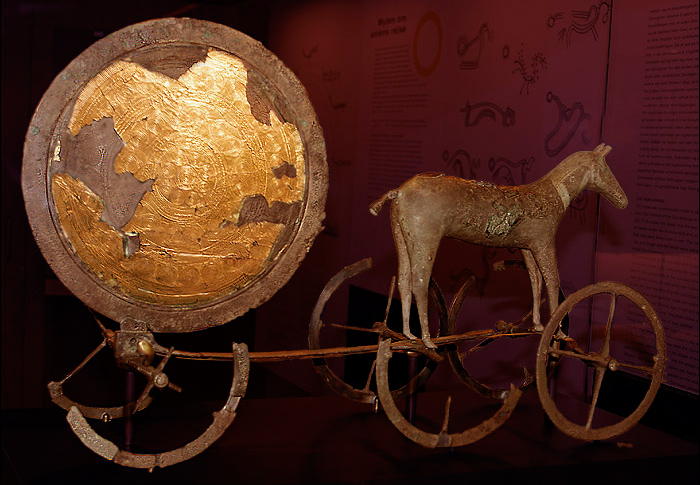
Carro del Sol de Trundholm.
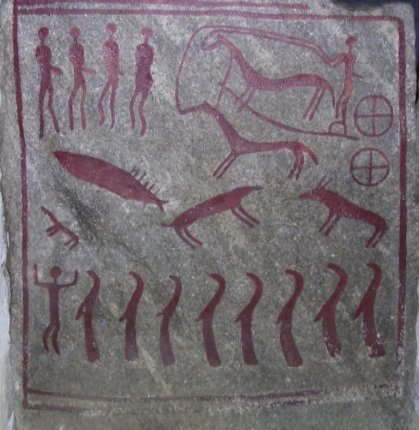
Llosa de la tomba amb un cavall tirant un carro amb quatre rodes radiades.

### Europa central i Illes Britàniques
Els celtes eren bons fabricants de carros. La paraula carro, derivada de la llatina carrum, es pensa que pot provenir de la paraula gal·la karros. Unes 20 tombes de carros de l'Edat de Ferro, han estat excavades en Gran Bretanya, totes en el comtat de Yorkshire excepte una, trobada l'any 2001 a Newbridge, a 10 km a l'oest d'Edimburg. Daten aproximadament del 500 al 100 aC Els carros exercien un paper important en la mitologia celta irlandesa, sobretot, en els relats sobre l'heroi Cúchulainn.
Del carro celta, potser anomenat carpentum,
tiraven dos cavalls. Mesurava aproximadament 2 m d'amplada i 4 m de longitud. La llanda de ferro d'una peça de les rodes dels carros va ser probablement una invenció celta. A part de la llanda de ferro i de les boixes i de la protecció del botó (la boixa és el coixinet metàl·lic encaixat en el botó de la roda i que gira sobre l'eix o fusell), el vehicle estava construït amb fusta i vímet. En alguns casos, les unions de les peces estaven reforçades per cèrcols de ferro. Una altra innovació celta va ser l'eix penjant, suspès de la plataforma mitjançant cordes. Això va millorar el rodolament pels terrenys amb sots. Hi ha proves en monedes de França d'un sistema de suspensió de pell a la caixa central, i d'un complex sistema de cordes nuades per a subjectar-la. Ha estat reconstruït per arqueòlegs.
No hi ha testimonis escrits ni gràfics sobre l'ús de l'arc compost com a arma associada als carros de guerra en aquesta part d'Europa. Juli Cèsar va proporcionar l'únic informe, com a testimoni ocular, del carro de guerra britànic:
| « | «La manera de lluitar dels carros és aquesta: Primer avancen per tot arreu disparant dards, i amb el mateix terror que infonen els seus cavalls i amb l'estrèpit de les rodes solen desordenar les files, i, una vegada que s'introdueixen entre els esquadrons dels genets, salten dels carros i combaten a peu. Mentrestant, els aurigues van retirant-se a poc a poc de la batalla i situen els carros de manera que, si aquells es veuen apressats per la multitud dels enemics, tenen lliure la retirada cap als seus. D'aquesta manera uneixen en la batalla la rapidesa dels genets amb la fermesa dels infants, i és tal la destresa que els dona el continu exercici que, fins i tot als paratges amb pendents i escabrosos, fan parar als cavalls llançats al galop, els refrenen de seguida i els fan donar la volta, estant ells acostumats a córrer pel timó, a mantenir-se dempeus sobre el jou i a tornar d'allà ràpidament als carros. | » |

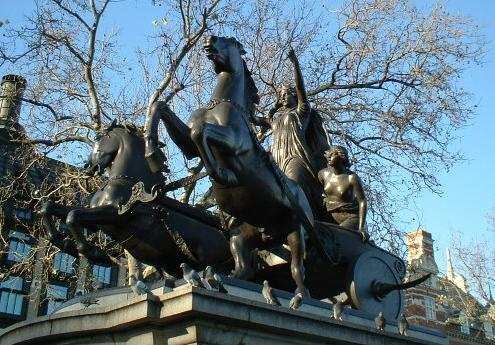
Escultura de Thomas Thornycroft de Boudica i les seves filles al seu carro, dirigint a les seves tropes abans de la batalla.

Els carros també van poder haver estat usats amb finalitats cerimonials. Segons Tàcit, Boudica, reina dels icens i d'altres tribus durant una revolta contra les forces romanes d'ocupació, va dirigir les seves tropes des del seu carro l'any 61:
| «       | Boudicca curru filies prae es vehens, ut quamque nationem accesserat, solitum quidem Britannis feminarum ductu bellare testabatur. («Boudica, amb les seves filles davant seu, va viatjar en carro de tribu en tribu, declarant que realment era normal per als bretons lluitar sota el lideratge de les dones.») | » |
| — Tàcit | |   |

L'última menció a carros en les batalles sembla que va anar en la batalla del mont Graupi, en algun lloc de l'actual Escòcia, l'any 84. Segons Tàcit, «les línies dels britans s'havia situat als llocs més alts, per oferir un aspecte més temible, de manera que el primer cos, situat a la plana, formava una línia contínua amb els altres, col·locats en el pendent de la muntanya, com si s'alcessin per caure sobre l'enemic. Els carros de guerra ocupaven el centre de la plana amb sorolloses evoluciones.»

### Europa del Sud

#### Micenes
La civilització micènica va utilitzar els carros de guerra. Els inventaris en Lineal B, principalment de Cnossos i Pilos, afegits a les representacions d'algunes esteles funeràries de Micenes, atorguen un gran espai als carros de guerra en estoc (wokha) i a les peces de recanvi, distingint entre els carros desmuntats i els encadellats. En lineal B, l'ideograma per al carro de guerra (B240, ð) és un dibuix abstracte, compost de dues rodes de quatre radis.
Els carros eren una força essencial més per la qualitat dels combatents que per la seva quantitat, malgrat que als inventaris de Cnosos s'esmenten almenys 400 carros i 700 cavalls mantinguts com a reserva a les dependències del Palau de Cnossos.
Els carros van deixar d'utilitzar-se per a la guerra, després de la caiguda de la civilització micènica. A La Ilíada, els herois es desplaçaven en carro, però descendien d'ell per combatre l'enemic. Els carros ja només s'utilitzaven per als concursos en els jocs públics, o per a les desfilades, i conservaven la mateixa aparença que els esmentats a dalt. Eren sovint de construcció lleugera, com els descriu Homer, i probablement, ni per pes ni per espai no podien portar més de dues persones, tal com s'indica a la Ilíada. La Ilíada descriu també una cursa de carros per als funerals de Patrocle.

#### Etrúria

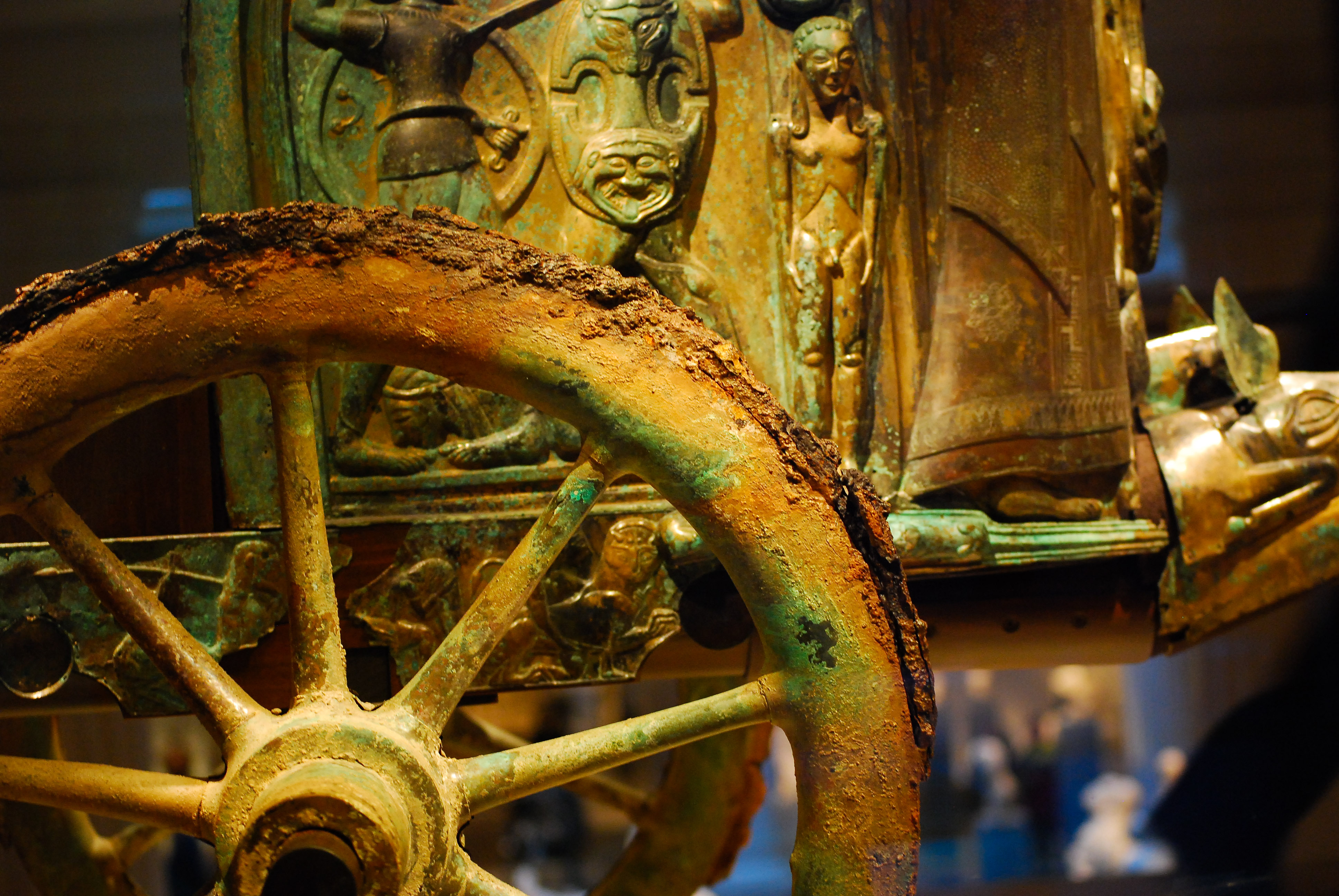
Detall d'una roda del carro etrusc de Monteleone di Spoleto. Museu Metropolità d'Art de Nova York

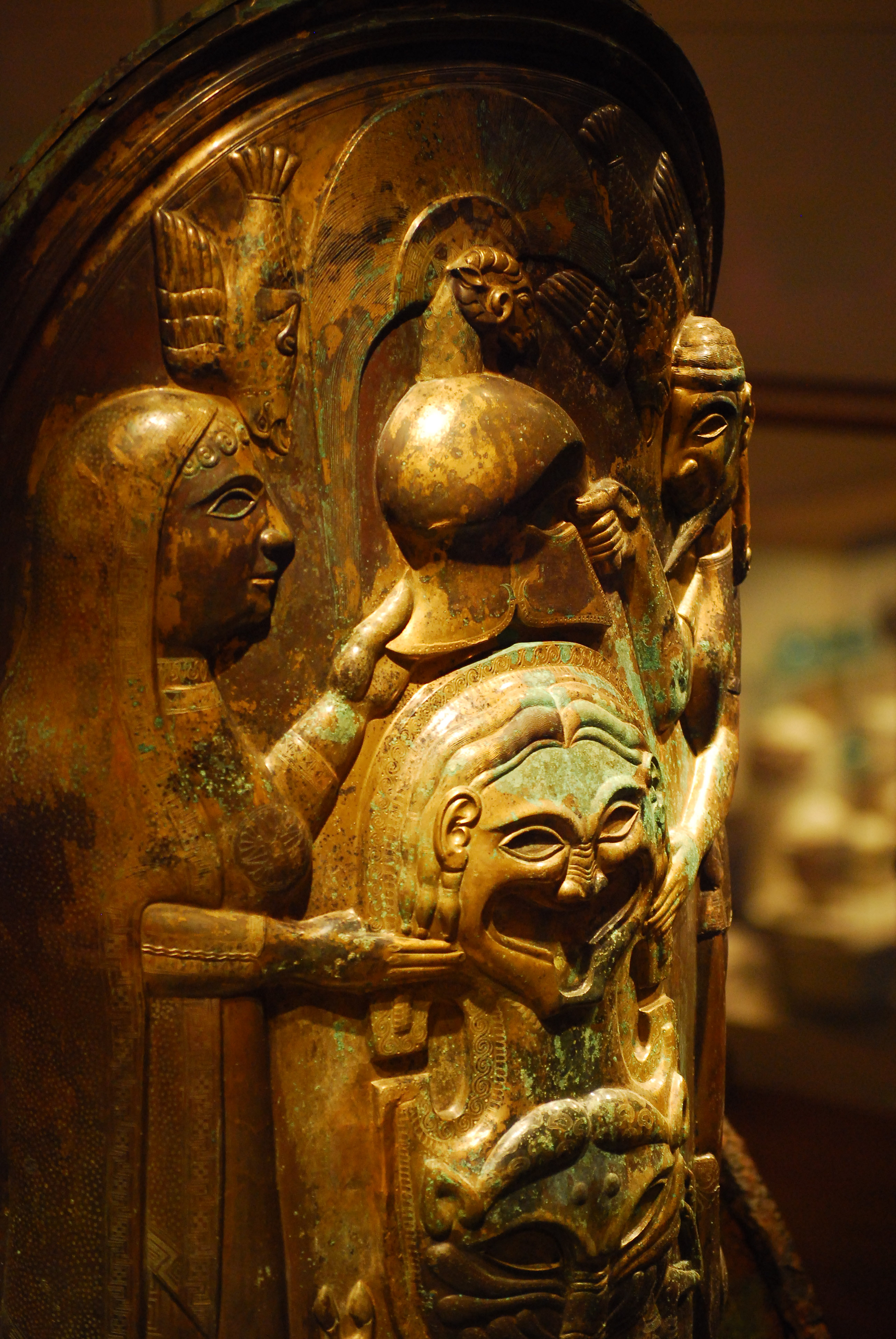
Detall de la part davantera del carro etrusc de Monteleone di Spoleto. Museu Metropolità d'Art de Nova York

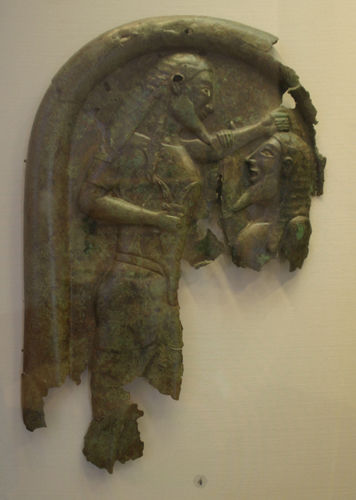
Relleu etrusc de bronze de la decoració d'un carro de guerra. Museu arqueològic de Perugia

L'únic carro etrusc trobat en bon estat s'exhibeix en el Museu Metropolità d'Art de Nova York, i va ser trobat en una tomba de carros a Monteleone di Spoleto (l'antiga ciutat romana de Brufa), en la província de Perugia (Itàlia), i data de la dècada dels anys 530 aC. Està adornat amb plaques de bronze que recorden al calder de Gundestrup, amb escenes detallades en baix relleu, comunament interpretades com una representació d'episodis de la vida d'Aquil·les i disposa de rodes amb nou radis.

#### Antiga Grècia
Les referències als carros de guerra en l'antiga Grècia són molt nombroses. Algunes són literàries i altres gràfiques, a partir de ceràmiques pintades, escultures, monedes i altres.
Segons descripcions de la Ilíada els carros de guerra principals eren les bigues. Carros lleugers, bàsicament de fusta amb algunes peces i reforços de bronze. El tir era de dos cavalls enganxats un a cada costat del timó. Hi havia un auriga i un guerrer. El carro servia de transport. En la guerra de Troia s'emprava per a dur el guerrer des del campament (o des de la ciutat de Troia) fins al camp de batalla. El guerrer (armat com a hoplita) baixava del carro per a lluitar a peu. Un cop acabat el combat el guanyador tornava a pujar al carro per a seguir o retornar al campament.
Un problema interessant és el cas de carros amb tres cavalls enganxats. La major part de versions indiquen que el tercer cavall es fermava a la dreta i al mateix nivell que el cavall destre del coble o tir. Alguna interpretació assenyala que el tercer cavall s'enganxava al davant. Segons Heròdot els grecs aprengueren dels libis l'ús de les quadrigues, els carros amb tirs de quatre cavalls.
Des del punt de vista militar no hi ha referències històriques de carros grecs en batalles reals. La Ilíada seria una interpretació heròica dels combats amb carros en temps arcaics. Dels carros de curses, bigues i quadrigues, tirats per cavalls o per mules hi ha constància en les llistes dels guanyadors dels Jocs Olímpics. Pel que fa a la cavalleria militar hi ha diverses obres que resumeixen el seu ús, la seva utilitat i les seves limitacions. L'absència de ferradures en campanyes llargues per terrenys especialment dolents delmava molt els cavalls. En condicions de guerra menys extremades la cavalleria actuava amb normalitat.
En la comèdia d'Aristòfanes "Les bromes", el jove protagonista només pensa en cavalls i curses de carros.

#### Antiga Roma
Els romans, probablement van conèixer el carro a través dels etruscs, que al seu torn l'havien importat de Grècia o de la Gàl·lia. No obstant això, els romans van ser influïts directament pels grecs, sobretot després de la conquesta de la Grècia continental (146 aC).
Durant l'Imperi Romà, els carros no van ser utilitzats per al combat. Estaven reservats per a les desfilades triomfals i les curses de carros, principalment en el Circ Màxim. La pista era prou ampla perquè poguessin competir 12 carros. Ambdós costats de la mateixa estaven separats per una mitjana elevada anomenada la spina. La popularitat de les curses de carros va arribar fins i tot a l'Imperi Romà d'Orient, i tenien lloc a l'hipòdrom de Constantinoble, ja que els Jocs olímpics havien estat interromputs en 396. Les curses de carros de l'Imperi Romà d'Orient no van arribar al seu declivi fins a la revolta de la Nika, l'any 532.
Els romans, només ocasionalment es van enfrontar a altres exèrcits que utilitzaven carros: les revoltes celtes (vegeu més amunt), i en 86 aC en la Batalla de Queronea, durant la Primera Guerra Mitridàtica, contra Mitridates VI Eupator, rei del Pont. Però es tractava, més aviat, probablement, d'una maniobra que pretenia desestabilitzar a les legions.

## Xina
A mitjans del segle V aC, set grans regnes dominaven la Xina, els Set regnes combatents, amb un fort poder militar que lluitaven per l'hegemonia del país i cadascun amb més de 10.000 carros de guerra. Són els Chu, Han, Qi, Qin, Wei, Yan i Zhao, i al costat d'aquests grans regnes hi havia altres regnes de menor importància militar, entre els quals es troben antics prestigiosos estats situats a la plana central al voltant del territori de la dinastia Zhou, a les actuals províncies de Shandong i Henan, a més dels pobles nòmades del nord i de les diverses tribus de l'oest.

## Ressorgiment: La tatxanka

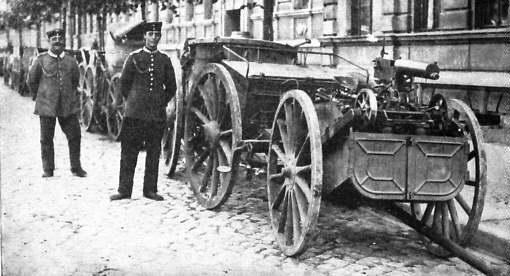
Tatxanka russa de la Primera Guerra Mundial capturada pels alemanys i exhibida a Berlín.

Podria dir-se que l'ús del carro de guerra va ressorgir durant la Guerra Civil Russa (1918-1920), quan la tatxanka, un carro o carreta que tenia muntada una metralladora, va gaudir de cert èxit tàctic dins de l'Exèrcit Roig. Ja que l'arma havia de ser apuntada lluny dels cavalls, el camp de tir se situava en la part posterior i lateral del carro. Mentre que un home conduïa els cavalls, un altre o un grup de dos, operava l'arma.
La inspecció de la fotografia permet determinar que la tachanka va ser dissenyada per funcionar de la mateixa manera que un cavall transportava artilleria. En altres paraules, va ser dissenyada per acompanyar o precedir la cavalleria, fer un alt, i suprimir el foc de la infanteria enemiga mentre s'aproximava la cavalleria. És interessant assenyalar que, en la fotografia, el carro de l'arma té rodes d'artilleria, però l'armó no. En 1898, Vickers, Fills i Maxim ' va fabricar un armó de quatre cavalls que remolcava una metralladora naval de 37 mm sobre un carro. Alhora, van realitzar un carro armat de dos cavalls que portava subministraments de la seva pròpia munició per donar suport a l'artilleria i un carruatge d'un únic cavall similar, amb la seva pròpia munició. Aquestes últimes armes, de 0,303 polzades, van ser fabricades per Vickers-Maxim.

## Galeria d'imatges

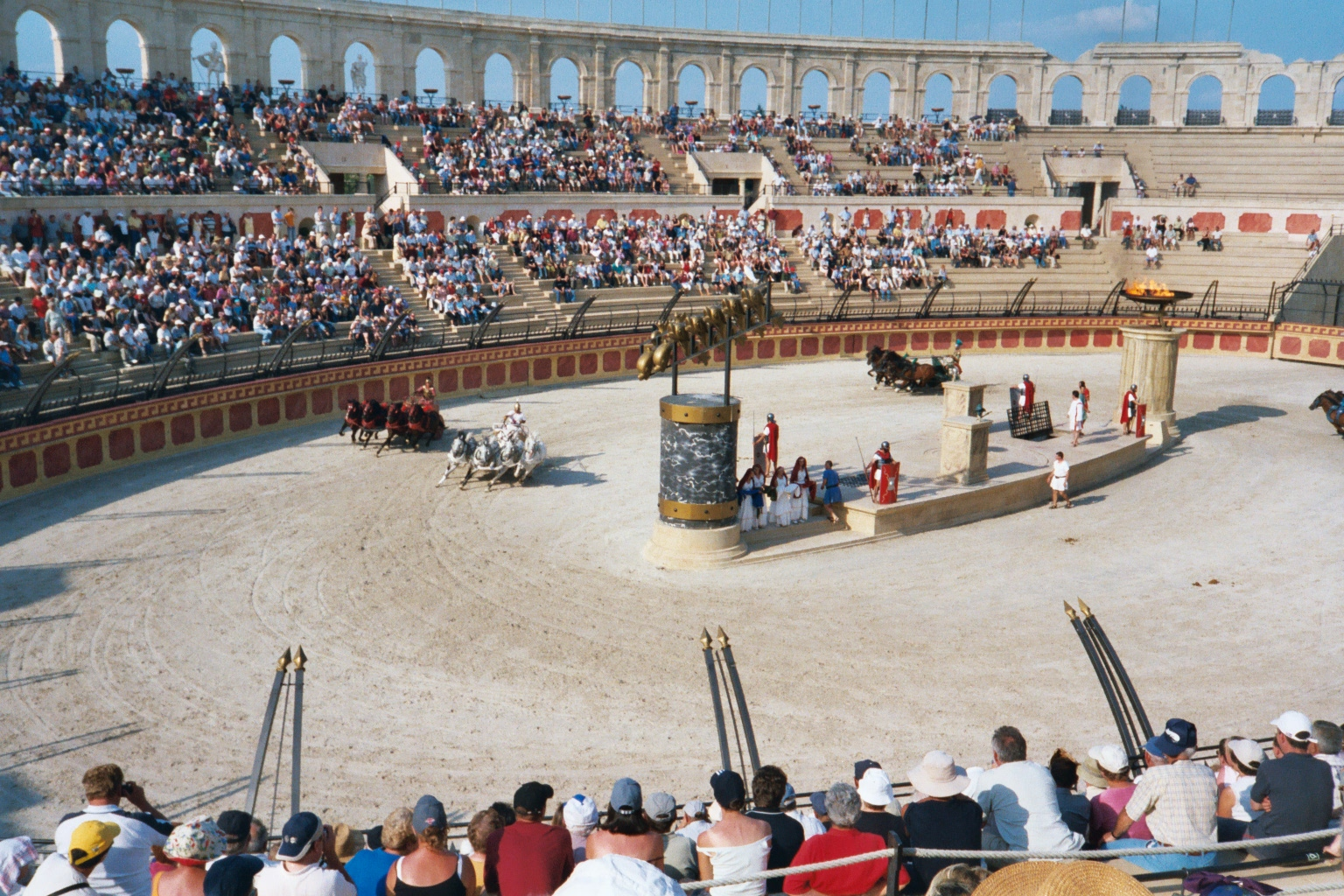
Recreació d'una carrera de carros romana
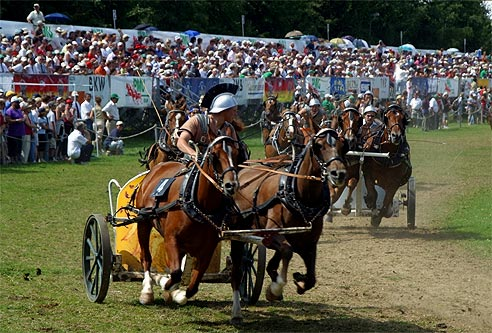
Recreació de carrera de bigues romanes
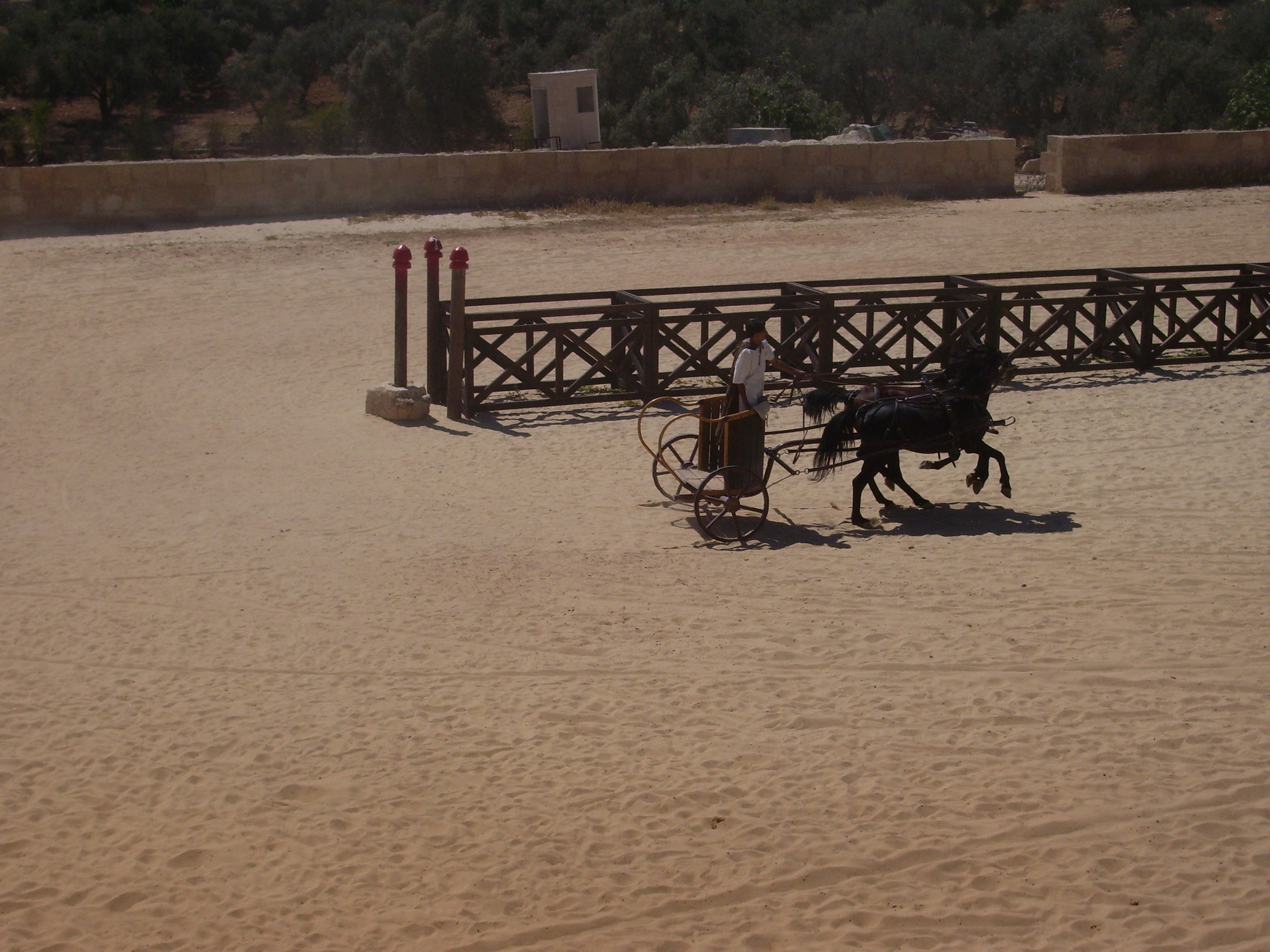
Representació moderna d'una carrera de carros de la Roma antiga en Jerash (Jordània)
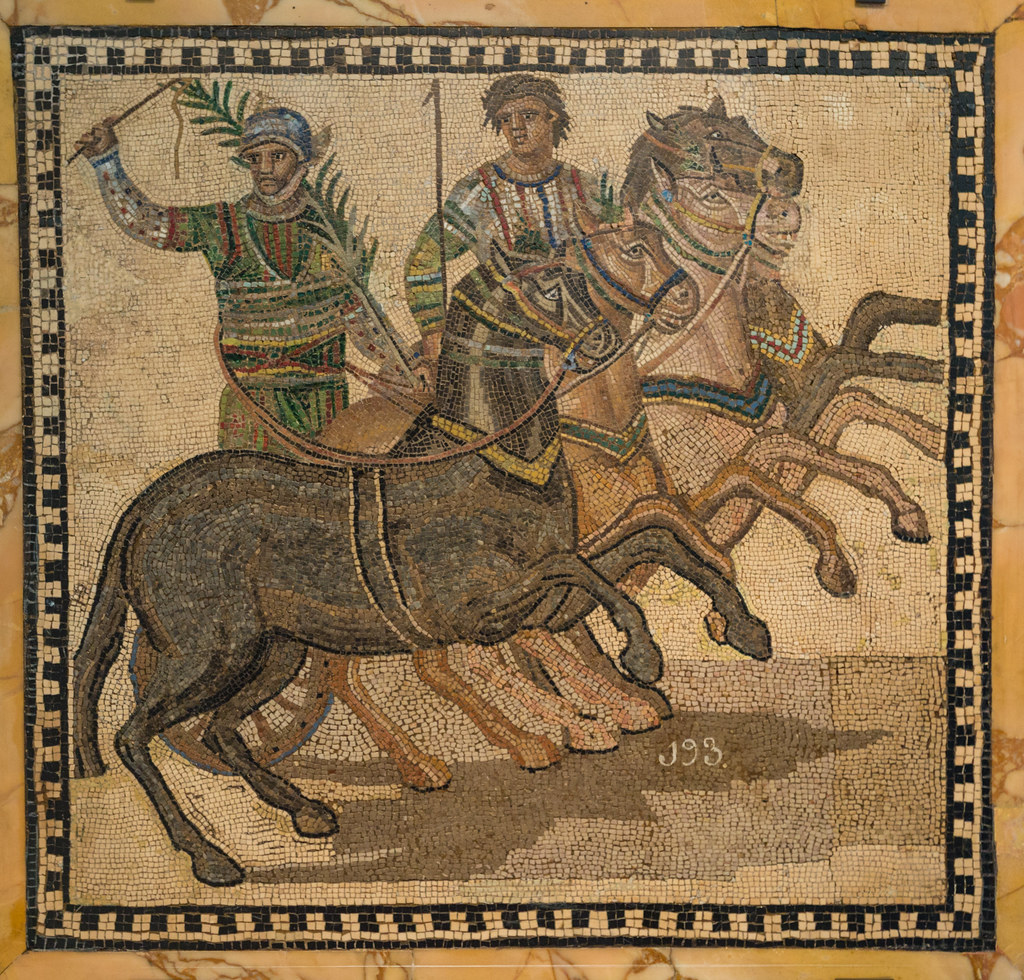
Vencedor d'una carrera de carros romana, del «equip vermell»
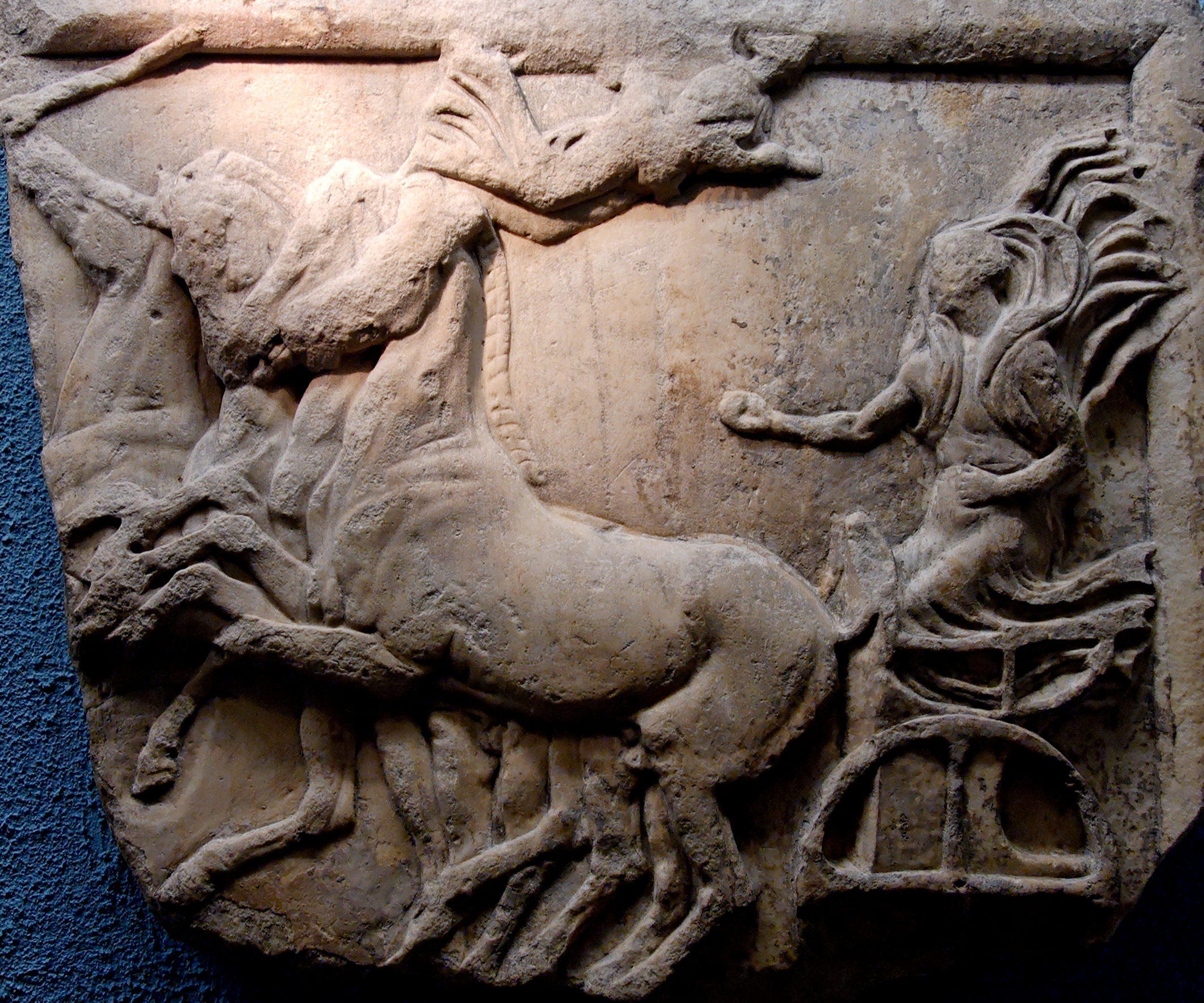
Niké (la Victòria) alada col·locant al cap d'un auriga una corona de llorer, baix relleu de marbre dedicat a Atenea (c. 425 aC). Museu Britànic.